# Thomas Hofner
Thomas Hofner ist ein ehemaliger deutscher Fußballspieler, der von 1941 bis 1948 für den FC Bayern München aktiv war und zwei Titel gewann.

## Karriere
Hofner bestritt in der Saison 1941/42 als Mittelfeldspieler am 26. April 1942 (21. Spieltag) bei der 0:1-Niederlage im Heimspiel gegen den 1. FC Schweinfurt 05 in der Gauliga Bayern sein erstes Pflichtspiel für die Bayern. Ferner kam er am 17. Mai 1942 bei der 3:5-Niederlage gegen den LSV Fürstenfeldbruck im Wettbewerb um den Tschammerpokal im Vorfeld zur Schlussrunde und in drei Freundschaftsspielen, in denen er ein Tor erzielte, zu weiteren Einsätzen.
In den beiden folgenden Spielzeiten – in der die Gauliga Bayern durch die kriegsbedingten Umstände auf zwei Gruppen aufgeteilt wurde – bestritt er insgesamt 28 Punktspiele in der Gauliga Südbayern sowie sieben Pokal- und 16 Freundschaftsspiele. Nach 18 Spieltagen – in der letzten Saison – und vier Punkten vor der KSG BC/Post Augsburg gewann er mit den Bayern die Südbayerische Meisterschaft, die bereits nach dem 15. Spieltag – rein rechnerisch – feststand. Für den FC Bayern München war es der erste Meistertitel in der Gauliga, die ab 1939 offiziell Sportbereichsklasse hieß. Zudem bestritt er am 22. August 1943 die beim BC Augsburg mit 0:3 verlorene 1. Schlussrunde im Tschammerpokal.
In der zwölften und letzten Spielzeit der Gauliga Bayern wurde diese noch einmal in fünf Sportbereichsklassen unterteilt, jedoch konnte nur in der Sportbereichsklasse München/Oberbayern ein Meister ermittelt werden. Hofner bestritt sieben der 15 von 18 vorgesehenen Punktspielen und gewann auch diesmal – rein rechnerisch – die Oberbayerische Meisterschaft, nachdem man am 25. März 1945 bei der SpVgg Sendling mit 3:1 gewonnen und den nötigen Vorsprung vor dem TSV 1860 München erkämpft hatte.
In der neu geschaffenen Oberliga Süd, der ersten Oberliga in Deutschland, absolvierte er in der Saison 1946/47 acht und in der Saison 1947/48 zwei Punktspiele. Sein Debüt gab er am 8. Dezember 1946 (11. Spieltag) beim 3:1-Sieg im Auswärtsspiel gegen den Karlsruher FV; sein letztes Punktspiel bestritt er am 14. September 1947 (2. Spieltag) beim 2:0-Sieg im Auswärtsspiel gegen die SpVgg Fürth.

## Erfolge
- Oberbayerischer Meister 1945
- Südbayerischer Meister 1944